# Edward José
Edward José, född 5 juli 1865 i Rotterdam, Nederländerna, död 18 december 1930 i Nice, Frankrike, var en belgisk skådespelare, filmregissör, manusförfattare och producent, aktiv under stumfilmens era.
Under sin karriär regisserade han mer än 40 filmer mellan 1915 och 1925, och han agerade i 12 filmer mellan 1910 och 1916. Hans första film som skådespelare var The Motor Fiend, en amerikansk komedi från 1910 regisserad av Theodore Wharton. I sin andra film, How Rastus Gets His Turkey, han deltog också i att skriva manuset.

## Filmografi

### Regissör
- Simon, the Jester (1915)
- The Closing Net (1915)
- Nedra (1915)
- The Beloved Vagabond (1915)
- The Iron Claw, regisserad med George B. Seitz (1916)
- Ashes of Embers, regisserad med Joseph Kaufman (1916)
- The Light That Failed (1916)
- Pearl of the Army (1916)
- Hungry Heart (1917)
- Mayblossom (1917)
- Poppy (1917)
- The Moth (1917)
- Her Silent Sacrifice (1917)
- Woman and Wife (1918)
- La Tosca (1918)
- Resurrection (1918)
- Love's Conquest (1918)
- Fedora (1918)
- Private Peat (1918)
- A Woman of Impulse (1918)
- My Cousin (1918)
- The Doctor and the Bricklayer (1919)
- The Two Brides (1919)
- Fires of Faith (1919)
- The Splendid Romance (1919)
- The Isle of Conquest (1919)
- The Fighting Shepherdess (1920)
- Mothers of Men (1920)
- The Yellow Typhoon (1920)
- The Riddle: Woman (1920)
- What Women Will Do (1921)
- Her Lord and Master (1921)
- The Scarab Ring (1921)
- The Inner Chamber (1921)
- Matrimonial Web (1921)
- Rainbow (1921)
- The Prodigal Judge  (1922)
- The Man from Downing Street (1922)
- The Girl in His Room (1922)
- God's Prodigal (1923)
- Le Puits de Jacob (1925)
- Terreur, regisserad med Gérard Bourgeois (1925)

### Skådespelare
- The Motor Fiend, (Theodore Wharton, 1910)
- How Rastus Gets His Turkey (Theodore Wharton, 1910)
- A Leech of Industry, (Oscar Apfel, 1914)
- The Perils of Pauline, (Louis J. Gasnier och Donald MacKenzie 1914)
- The Stain, (Frank Powell, 1914)
- All Love Excelling, (Donald MacKenzie, 1914)
- The Corsair, (Frank Powell, 1914)
- The Walls of Jericho, (Lloyd B. Carleton och James K. Hackett, 1914)
- The Taint (1914)
- A Fool There Was, (Frank Powell 1915)
- The Celebrated Scandal, (James Durkin och J. Gordon Edwards, 1915)
- Anna Karenina, (J. Gordon Edwards, 1915)
- The Iron Claw, (Edward José och George B. Seitz, 1916)

### Manusförfattare
- How Rastus Gets His Turkey, (Theodore Wharton, 1910)
- Children of the Ghetto, (Paul Powell, 1915)
- Poppy, (Edward José, 1917)
- Mothers of Men, (Edward José, 1920)
- The Prodigal Judge, (Edward José, (1922)

### Producent
- The Iron Claw, (Edward José och George B. Seitz 1916)
- The Light That Failed, (Edward José, 1916)
- Mothers of Men, (Edward José, 1920)